# 突尼斯大学
突尼斯大學（阿拉伯语：‎）是一所建立於1988年、位於突尼西亞突尼斯市的公立大學，學校學生數在25,000-30,000人之間。
外交官赫迪·阿纳比爲該校校友。